# Joel Rosenberg

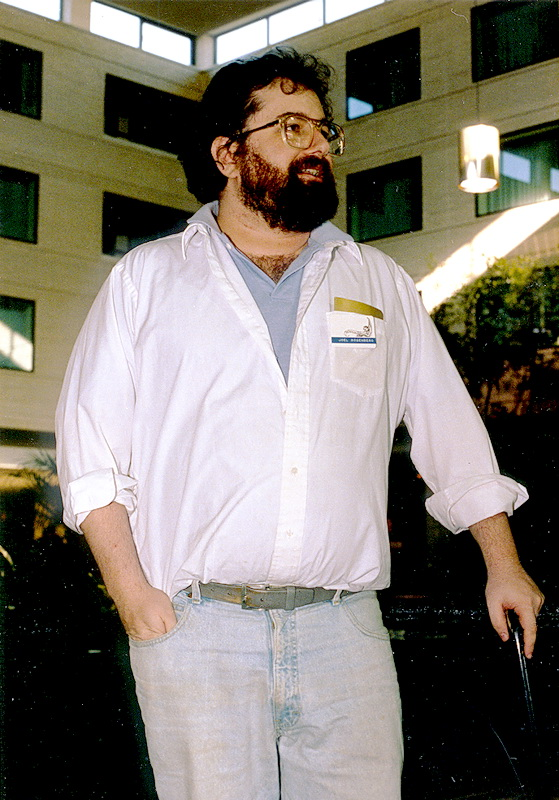
Joel Rosenberg, 1987

Joel Rosenberg (* 1. Mai 1954 in Winnipeg, Manitoba; † 2. Juni 2011 in Minneapolis, Minnesota) war ein kanadischer Autor von Science-Fiction- und Fantasyromanen.

## Leben
Er wuchs in North Dakota und Connecticut auf und studierte an der University of Connecticut. Er übte neben seiner schriftstellerischen Tätigkeit verschiedene Berufe aus und arbeitete unter anderem als Koch, Lkw-Fahrer, Buchhalter und Rezeptionist.
Joel Rosenberg ist im deutschsprachigen Raum durch seine Reihe „Hüter der Flamme“ bekannt. Zusammen mit Raymond Feist schrieb er mit Die Drei Krieger einen Roman des Midkemia-Zyklus Die Legende von Midkemia.

## Veröffentlichungen

### Hüter der Flamme
- Die Welt des Meisters, 1987, Lübbe, ISBN 3-404-20092-6, (1983, The Sleeping Dragon)
- Das Schwert des Befreiers, 1987, Lübbe, ISBN 3-404-20097-7, (1984, The Sword and the Chain)
- Die Krone des Siegers, 1988, Lübbe, ISBN 3-404-20103-5, (1985, The Silver Crown)
- Der Erbe der Macht, 1989, Lübbe, ISBN 3-404-20118-3, (1987, The Heir Apparent)
- Das Vermächtnis des Kriegers, 1990, Lübbe, ISBN 3-404-20136-1, (1988, The Warrior Lives)
- Die Straße nach Ehvenor, 1992, Lübbe, ISBN 3-404-20181-7, (1991, The Road to Ehvenor)
- The Road Home (1995)
- Not Exactly the Three Musketeers (1999)
- Not Quite Scaramouche (2001)
- Not Really the Prisoner of Zenda (2003)

### Tausend Welten
- Dieb der Sterne, 1989, Lübbe, (Ties of Blood and Silver, 1984)
- Emile and the Dutchman (1985)
- Not for Glory (1988)
- Hero (1990)

### Andere Arbeiten
- Die Drei Krieger, 2002, (Murder in LaMut, mit Raymond Feist)